# Лікарняна вулиця (Київ)
Лікарня́на ву́лиця — вулиця в Дніпровському районі міста Києва, місцевість Микільська слобідка. Пролягає від Лікарняного провулку до тупика. Спершу пролягала до Броварського проспекту, скорочена у зв'язку із зміною забудови, станом на 2012 рік існує у вигляді проїзду між будинками.

## Історія
Вулиця виникла в 1-й половині XX століття під такою ж назвою (проходила поблизу лікарні, на карті 1935 року позначена як Больнична). Стару забудову ліквідовано наприкінці XX століття, станом на 2012 рік до вулиці не приписано жодного будинку.